# Baños de la Encina
Baños de la Encina là một đô thị trong tỉnh Jaén, Tây Ban Nha. Theo điều tra dân số 2006 (INE), đô thị này có dân số là 2715 người.
38°10′B 3°46′T / 38,167°B 3,767°T